# Samuel Edozie
Samuel Ikechukwu Edozie, född 28 januari 2003 i London, är en engelsk fotbollsspelare som spelar för Southampton.

## Karriär

### Millwall
Samuel Edozie började sin karriär i ungdomslagen i fotbollsklubben Millwall FC.

### Manchester City
I juli 2019 värvades Edozie av Manchester City.

### Southampton
Den 1 september 2022 värvades Edozie av Southampton, där han skrev på ett femårskontrakt. Edozie spelade sin första match för klubben mot Wolverhampton Wanderers den 3 september 2022.